# 將軍報
《將軍報》（英語：Tseung Kwan Post）是一份由香港新民主同盟的范國威所出版的工作報告式報紙，以區報形式在西貢區將軍澳新市鎮派發。其口號為「住係將軍澳，要睇將軍報」。最近一期的《將軍報》於2015年7月出版。

## 由來
《將軍報》一開始是西貢區議會運亨區區議員范國威的季度工作報告，他不用一般議員慣常的做法，寄一些黑白的工作報告給街坊，因為他認為這樣難以吸引市民認真閱讀，加上他想創辦免費報紙已久，所以改為製作一份一張兩面，四色印刷的《將軍報》派給街坊。《將軍報》的創刊號在2005年9月1日出版，印製20000份。

## 續刊和發展
由於反應良好，范國威在第二季的季度工作報告中，繼續採用《將軍報》的形式來出版。第二份《將軍報》在2006年3月1日出版，同樣地印製了20000份。漸漸地，將軍報由一份議員工作報告，變成了一份地區性報章。除了會報導一些議員的工作報告外，還會有一些關於將軍澳區內的新聞報導，例如在第四期《將軍報》中，就報導了將軍澳運動場的興建情況，和將軍澳興建風力發電設施的消息。而出版的頻率，也由以前的一季一份，變成一個月份，再變成現時不定期出版。
《將軍報》及後更推出iPhone及iPad版本。

## 未來動態
由於這份《將軍報》有某程度的內容是議員工作報告，如果范國威連任失敗，就無需再出版議員工作報告，而《將軍報》亦很有可能從此停刊。但由於范國威在2007年區議會選舉中以7成多得票率勝出西貢運亨選區，《將軍報》的停刊危機亦暫時消失。而2011年范國威亦再度連任，2012年他更躋身為立法會議員。
《將軍報》由2005年創行號到現在，已發行逾20期。

## 趣事
成為網民惡搞對象。2014年3月，范國威在其新一期的《將軍報》中指在爭取將軍澳市鎮公園之規劃上現成果，一個適合年輕人的極限運動滑板場終落成。范國威將《將軍報》之有關文章配上其身穿西裝、凌空踏著滑板之照片，被網民指造型滑稽，並成為瘋狂惡搞之對象。范國威表示當日身穿西裝是因為當日需趕往立法會開會，被苦笑稱:「我一直支持二次創作，只係冇諗過自己會做咗主角啫。」。

## 資料來源
1. ↑  . 2005-09-01  [2007-11-24]. （原始内容存档于2006-03-03）.
2. ↑  . 《蘋果日報》. 2005-09-01  [2012-03-15].
3. ↑   (PDF). 范國威議員網上辦公室.   [2014-04-01]. （原始内容 (PDF)存档于2009-01-09）.
4. ↑  . 《明報》. 2011-02-12  [2012-03-15]. （原始内容存档于2014-04-07）.
5. ↑  . 《蘋果日報》. 2011-02-07  [2012-03-15]. （原始内容存档于2014-10-17）.
6. ↑  . 《將軍報》Facebook專頁. 2010-12-01  [2012-03-15].

## 外部連結
- 將軍報 Tseung Kwan Post （页面存档备份，存于），Facebook專頁
- 《將軍報》下載網頁，范國威議員網上辦公室
- 《將軍報》下載網頁，張國強議員網上辦公室